# دنباله‌دار بزرگ ۱۸۸۲

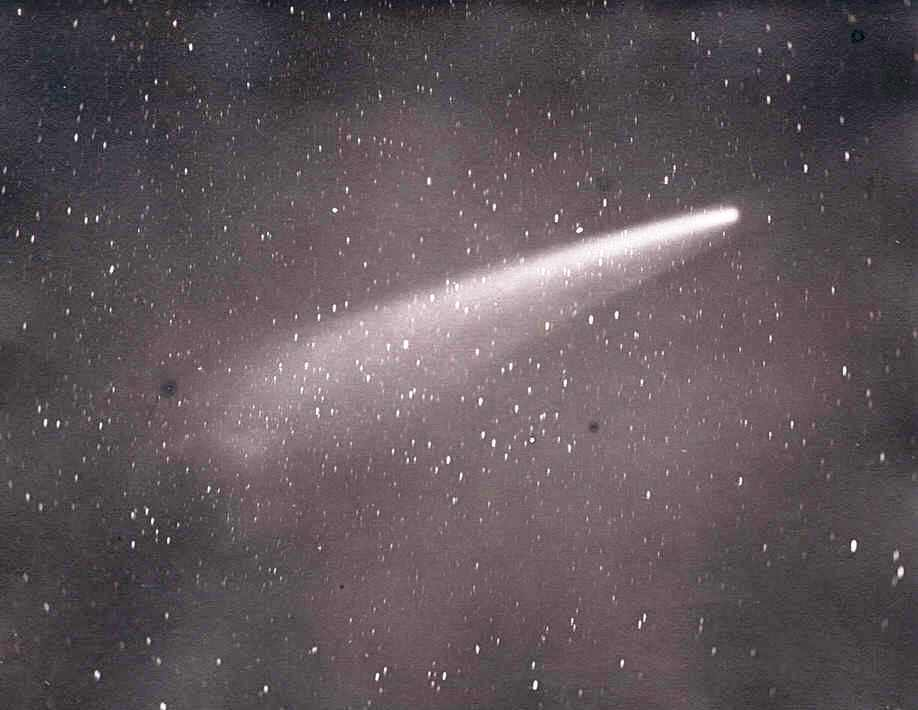
نگاره دنباله‌دار بزرگ ۱۸۸۲ آنگونه که در آسمان کیپ تاون توسط ستاره‌شناس دیوید گیل مشاهده شده‌است.

دنباله‌دار بزرگ ۱۸۸۲ (به انگلیسی: Great Comet of 1882)، که دنباله‌دار سی۱۸۸۲آر۱، ۱۸۸۲ II و ۱۸۸۲بی به‌طور رسمی معرفی شده، دنباله‌داری بود که در سپتامبر ۱۸۸۲ به‌صورت بسیار روشنی از دیدگاه زمینی دیده می‌شد. این دنباله‌دار عضوی از کروز سونگرازرز‌ها بود، خانواده‌ای از دنباله‌دارها که در فاصلهٔ یک شعاع خورشیدی از فوتوسفر (نورسپهر) در اوج خورشیدی خود می‌گذرند. این دنباله‌دار به اندازه کافی روشن بود که بتواند در آسمان روز در کنار خورشید دیده شود.

## کشف
این دنباله‌دار در صبح روز ماه سپتامبر ۱۸۸۲ در آسمان ظاهر شد. بر پایهٔ گزارش‌ها برای نخستین‌بار در اول سپتامبر ۱۸۸۲ این دنباله‌دار در دماغه امید نیک و همچنین در خلیج گینه دیده‌شده‌است. در طی چند روز پس از آن بسیاری از رصدگران مشاهده این دنباله‌دار بزرگ نو را در نیم‌کره جنوبی گزارش کردند.